# Знаменская операция
Знаменская наступательная операция — фронтовая наступательная операция советских войск 2-го Украинского фронта в Великой Отечественной войне, проводившаяся 20 ноября — 23 декабря 1943 года. Составная часть Нижнеднепровской стратегической наступательной операции — второго этапа битвы за Днепр.

## План операции
На первом этапе Нижнеднепровской стратегической операции — Пятихатской операции — войска 2-го Украинского фронта прорвали немецкую оборону на стыке немецких 1-й танковой армии (командующий генерал кавалерии Эбергард фон Макензен) и 8-й армии (командующий генерал пехоты Отто Велер) группы армий «Юг» (командующий генерал-фельдмаршал Эрих фон Манштейн) и продвинулись к Кривому Рогу от Днепра почти на 100 километров. Немецкому командованию удалось локализовать этот прорыв и остановить советское наступление у Кривого Рога, но угрожающий противнику клин остался. Ставка Верховного Главнокомандования настоятельно требовала от командующего фронтом генерала армии И. С. Конева возобновить наступление на Кривой Рог и одновременно расширить занятый плацдарм ударом в направлении Знаменка — Кировоград, овладев обоими этими городами. Здесь советским войскам предстояло наступать в общем направлении на северо-запад, почти параллельно Днепру.
На криворожском направлении должны были наступать 7-я гвардейская армия (командующий генерал М. С. Шумилов), 57-я армия (командующий генерал Н. А. Гаген), 37-я армия (командующий М. Н. Шарохин), часть сил 53-й армии (командующий И. М. Манагаров) и 5-я гвардейская танковая армия (командующий генерал-полковник танковых войск П. А. Ротмистров). На Знаменском направлении находились основные силы 53-й армии и 5-я гвардейская армия (командующий генерал А. С. Жадов). Примерно в 100 километрах северо-западнее в районе Черкасс действовала 52-я армия (командующий генерал-лейтенант К. А. Коротеев), захватившая 13 ноября небольшой плацдарм в районе Черкасс. От Кременчуга до Черкасс по восточному берегу Днепра занимала оборону 4-я гвардейская армия (командующий генерал-лейтенант И. В. Галанин). Поскольку армии фронта уже 4 месяца вели тяжелые наступательные бои и имели значительную нехватку личного состава и вооружения, И. С. Конев принял смелое решение: оценив, что после начала нового наступления немецкому командованию будет не до форсирования Днепра, он решил снять 4-ю гвардейскую армию с оборонительных позиций на восточном берегу Днепра и перебросить её на западный берег, поставив её на направлении главного удара на знаменском направлении.

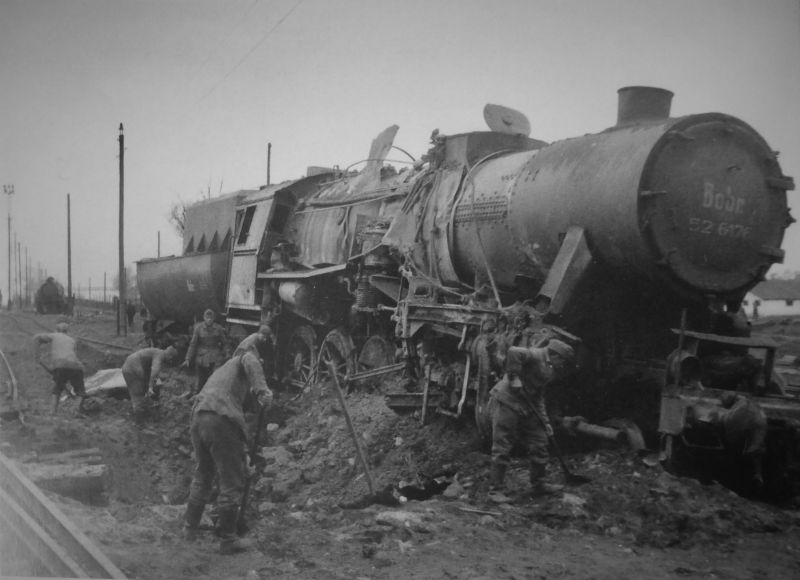
Немецкий паровоз подорванный знаменскими партизанами, 1943

К началу ноября 1943 г. перед 2-м Украинским фронтом оборонялась 8-я немецкая армия и часть сил 1-й немецкой танковой армии, всего 14 пехотных, 6 танковых, одна механизированная дивизия и 6 боевых групп, сформированных из остатков ранее разгромленных пехотных и танковых дивизий. На Знаменском направлении из этих сил действовали 3-й, 47-й танковые и 11-й армейский корпуса 8-й армии (8 пехотных, 1 танковая дивизии).

## Начало операции
20 ноября 1943 года войска 2-го Украинского фронта перешли в наступление. Поскольку они и ранее неоднократно пытались достичь успеха на Днепропетровском и криворожском направлениях, противник ожидал там нашего удара и оказал упорное сопротивление. Бои приняли затяжной характер и приносили большие потери при незначительном продвижении (на 8 — 10 километров). В то же время удар в направлении Знаменки и ввод там в бой относительно хорошо укомплектованной свежей армии оказался неожиданным для немецкого командования. В этих условиях Конев предложил главные усилия сосредоточить в направлении Александрии и Знаменки, разгромить вражескую группировку в районе Александрии, Знаменки, Чигирина и наступать на Кировоград. Для достижения решительного успеха по его приказу 5-я гвардейская танковая армия (2 танковых и 2 механизированных корпуса) была выведена из боя на криворожском направлении и переброшена форсированным маршем (почти 100 километров за двое суток) на знаменское направление.

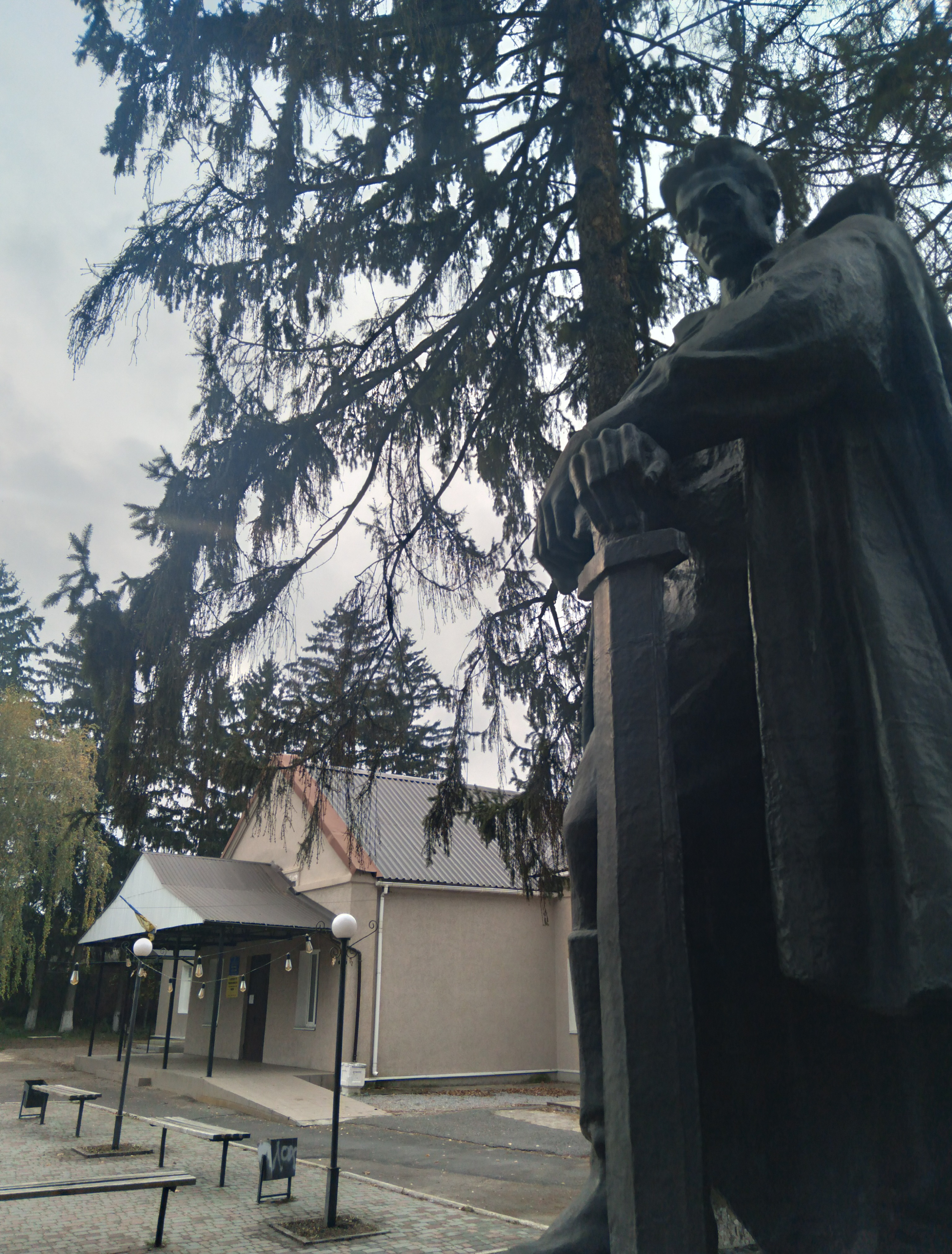
Памятник на месте братской могилы 283х советских воинов в Знаменке Второй

Возобновление наступления было назначено на 12 ноября, но перенесено из-за непогоды и началось 14 ноября. Сразу стало очевидным, что немецкое командование также сумело использовать передышку и усилило свою оборону на знаменском направлении. Хотя каждый день противника удавалось теснить на несколько километров, прорыва его фронта добиться не удавалось. По этой причине Конев откладывал ввод в бой танковой армии и предпринял его только 23 ноября. Но серьёзно ослабленная в предыдущих боях армия также не смогла добиться решительного перелома. Не прекращались сильные ежедневные контратаки противника.
Во время оккупации жительница одного из близлежащих сел, Лукия Ефимовна Стаченко (1879-1973) помогала знаменским партизанам хлебом, а во время освобождения давала укрытие от вражеских бомбежек.

## Овладение Александрией и Знаменкой

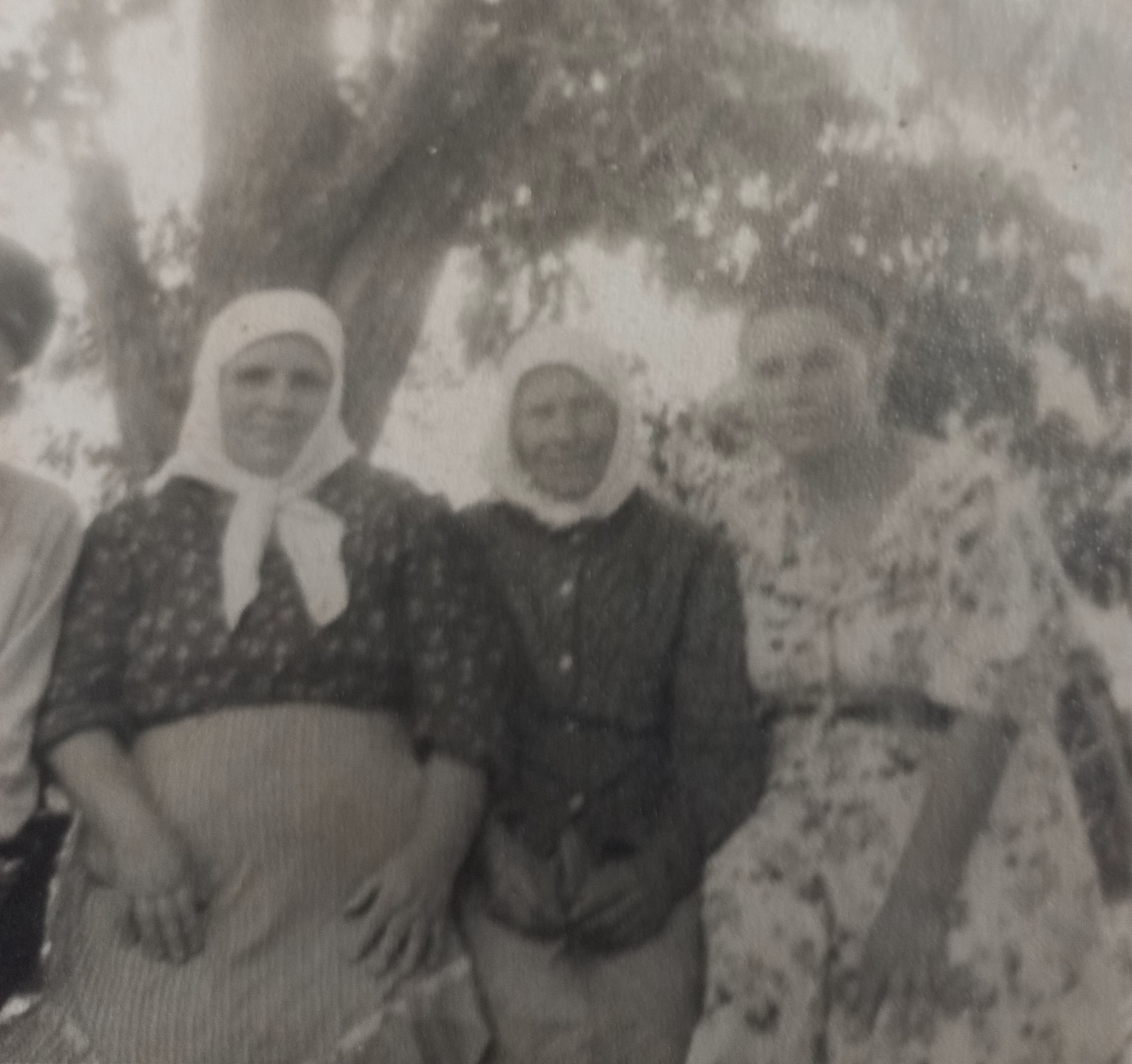
Стаченко Лукия Ефимовна, одна из помогавших знаменским партизанам, в центре

25 ноября обозначился успех в действиях 5-й гвардейской танковой армии — ей удалось значительно продвинуться в обход Знаменки с запада. Одна танковая бригада прорвала линию фронта и ушла в глубокий рейд (на 40 километров) по немецким тылам. Соединившись с значительными партизанскими силами, действовавших в местных лесах, она парализовала идущие от Знаменки на запад дороги. Там было разгромлено несколько колонн немецких войск. Затем танкисты с десантом партизан на броне захватили важный опорный пункт противника в одном из сёл на путях движения резервов противника и удержали его до 1 декабря, когда к нему вышли наступавшие советские войска. Эти действия способствовали ослаблению обороны противника.
С 3 по 6 декабря советские войска 7-й гвардейской армии вели тяжелые штурмовые бои за освобождение города Александрия, 5 декабря два танковых корпуса прорвались с боем на южные окраины Знаменки. Сражение за этот промышленный город с крупным железнодорожным узлом продолжалось с 6 по 9 декабря и носило исключительно упорный характер. Многие кварталы и промышленные объекты по несколько раз переходили из рук в руки. Каждый день противник предпринимал до 10 контратак. С подходом пехотных частей в бой за Знаменку включились 53-я армия и 4-я гвардейская армия, а с тыла был нанесен удар партизанским соединением под командованием И. Д. Дибровы (5 отрядов общей численностью до 3000 человек). 

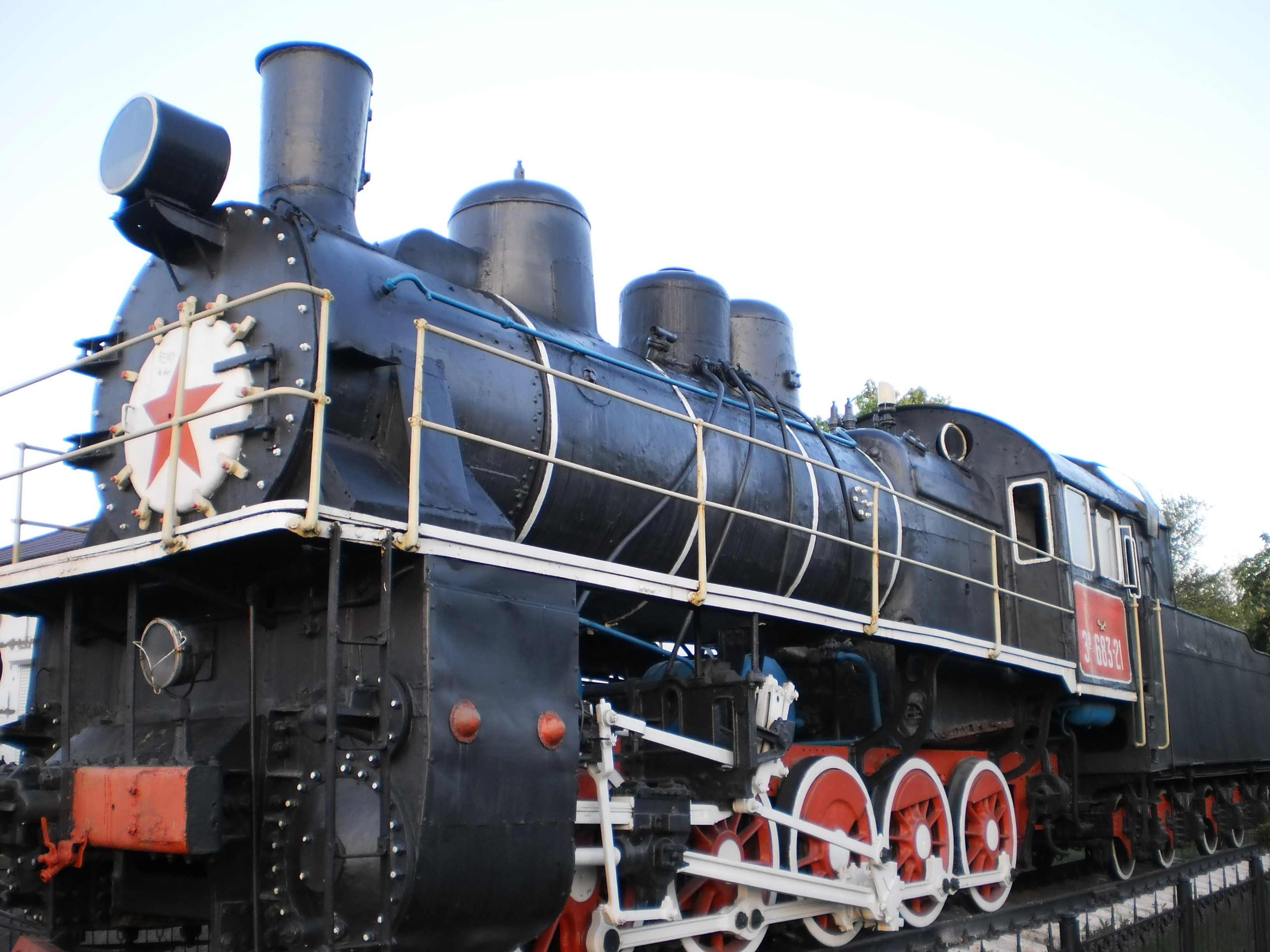
Паровоз первым прибывший в освобожденную Знаменку

Только к вечеру 9 декабря была полностью освобождена Знаменка. В боях за город было уничтожено до 1500 гитлеровцев и 23 немецких танка. Взятию этого важнейшего узла коммуникаций на Правобережной Украине советское командование придавало большое значение. В честь её освобождения был дан артиллерийский салют в Москве, а сразу 18 частей и соединений получили почетное наименование «Знаменских».
После овладения Знаменкой советские войска продолжали развивать наступление на Кировоградском направлении и к 12 декабря вышли на дальние подступы к нему, охватив оборонявшую город мощную группировку с трёх сторон. Но там уже был подготовлен мощный оборонительный рубеж и стало очевидным, что прорвать его без серьёзной подготовки не удастся. Введя в бой на этом направлении до трёх танковых дивизий, немецкое командование сумело остановить советское наступление. На подступах к Кировограду с 16 по 23 декабря велись жестокие бои огромного напряжения, в которых обе стороны понесли большие потери.
Одновременно советское командование попыталось использовать тот факт, что немцы перебросили большое количество своих войск из-под Кривого Рога под Знаменку и в очередной раз попыталось овладеть этим городом с применением дальнего обходного манёвра. Но и на этот раз с 10 по 19 декабря немцы остановили советское наступление.
На приднепровском направлении советские войска действовали более успешно. Продвинувшись почти на 50 километров, войска 4-й гвардейской армии 12 декабря освободили город Чигирин, а в последующие дни полностью очистили от противника весь западный берег Днепра в полосе фронта. На крайнем правом фланге фронта 52-я армия с 13 ноября по 14 декабря вела штурм города Черкассы, прекращённого в мощнейший оборонительный узел, и затем соединилась с 4-й гвардейской армией.

## Итоги операции

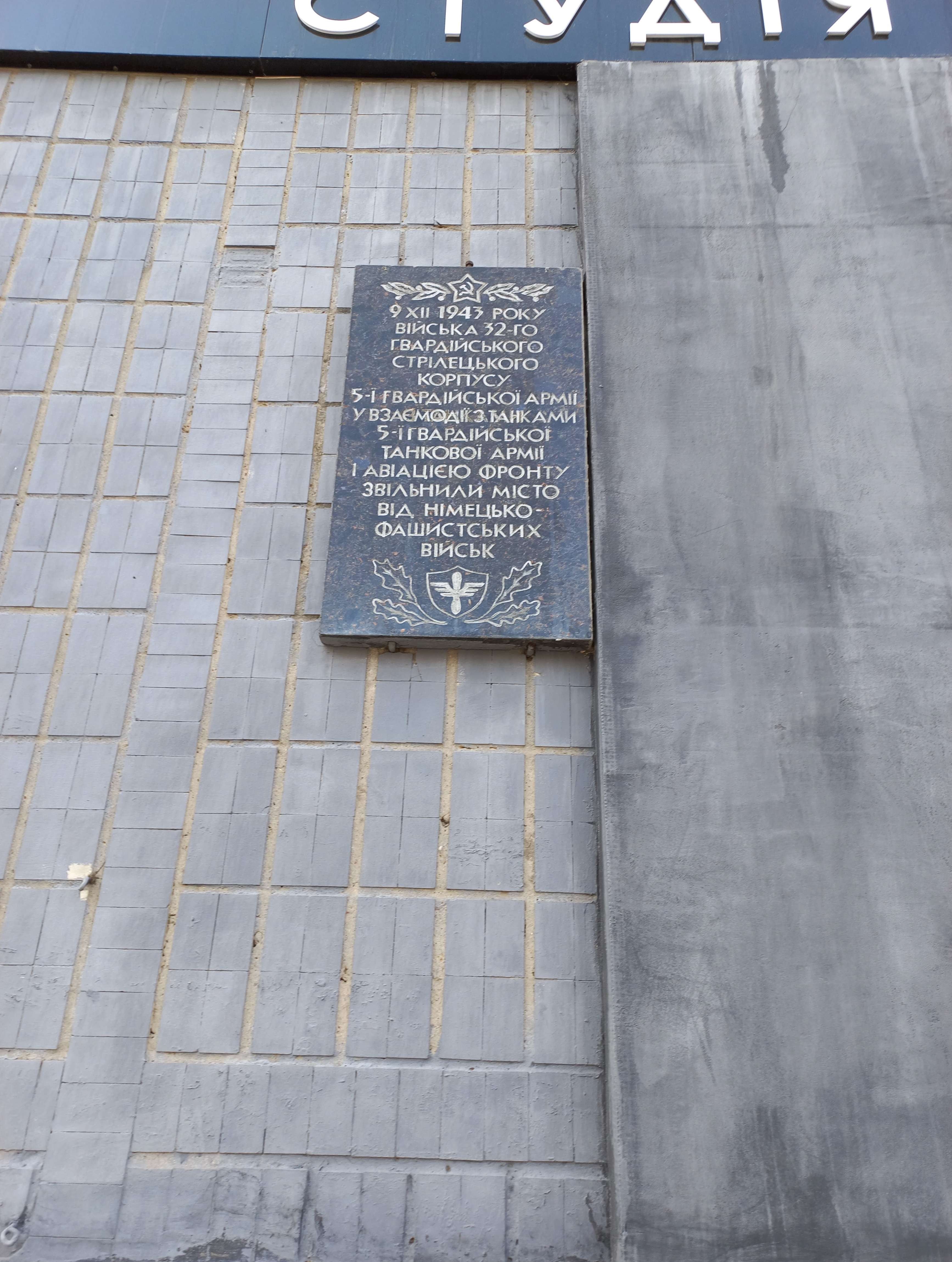
Памятная табличка в Знаменке

В ходе Знаменской операции войска левого фланга 2-го Украинского фронта продвинулись свыше 100 километров на северо-запад и значительно расширили в этом направлении выступ в глубину позиций группы армий «Юг». Советский плацдарм южнее Кременчуга был превращен во второй стратегический плацдарм на Днепре (после Киевского), созданы благоприятные условия для быстрого освобождения Правобережной Украины. Ожесточенное сопротивление немецких войск не позволило советским войскам в полной мере реализовать замыслы Знаменской и предшествующей ей Пятихатской операций. Однако именно в этих тяжелых сражениях войска группы армий «Юг» понесли тяжелые потери, обусловившие её поражение в Днепровско-Карпатской операции в первые месяцы 1944 года.

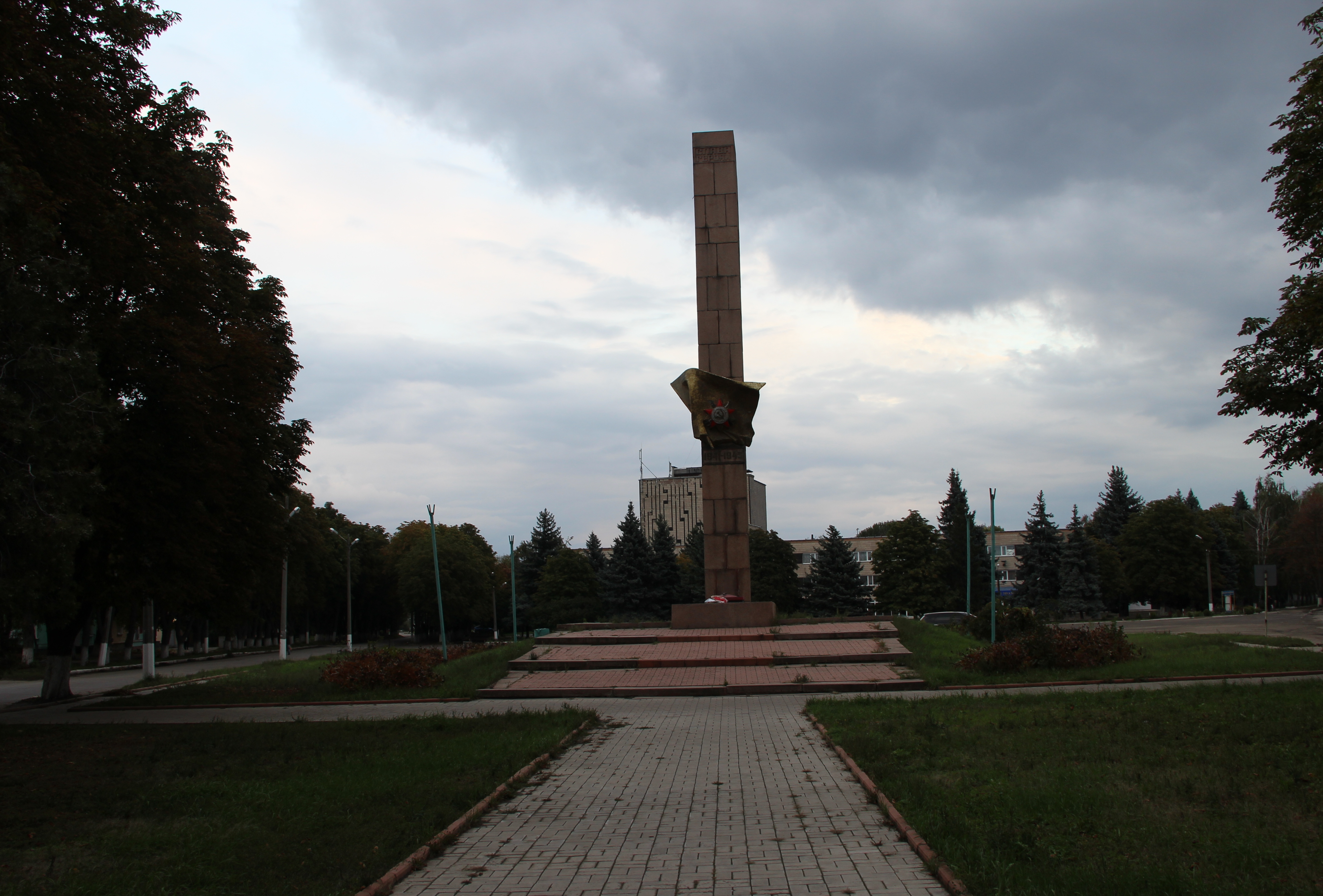
Обелиск Славы на месте братской могилы установленный в честь 25-летия освобождения города

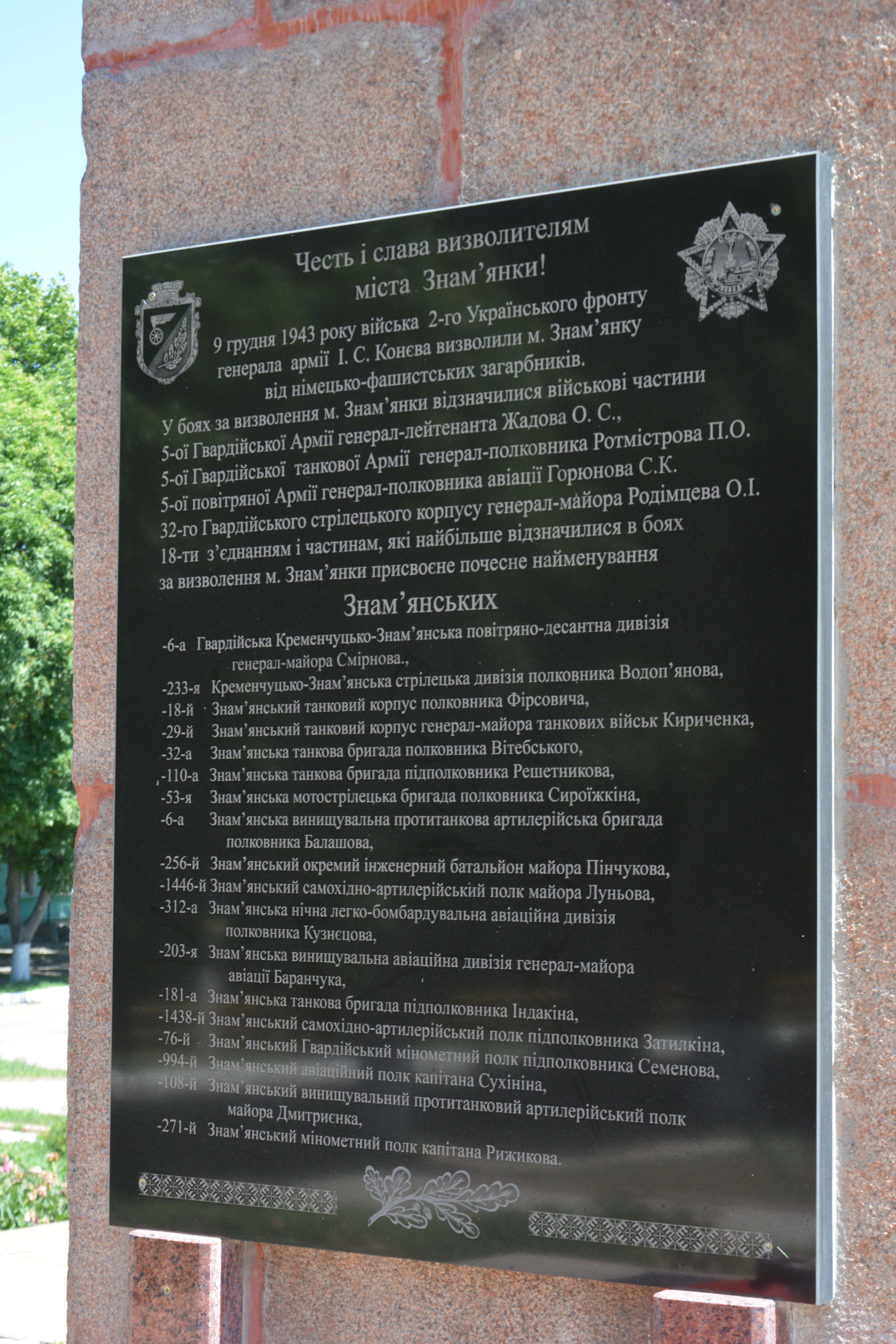
Табличка на Обелиске Славы

Потери советских войск также были очень велики. Точные потери советских войск в Знаменской операции неизвестны, но по данным Г. Ф. Кривошеева с 1 октября по 20 декабря войска 2-го Украинского фронта потеряли 303 617 человек, из них 77 400 человек — безвозвратные, 226 217 человек — санитарные потери. Поскольку за этот период фронт вел только следующие боевые действия: борьба за расширение днепровских плацдармов, Пятихатская операция и Знаменская операция — то потери в каждой из этих операций, в том числе и в Знаменской, составляют весьма значительную часть от этой цифры (предположительно, около 100 тысяч человек).
С 1950 года в Знаменке существует военное кладбище на котором расположены могилы 996 человек погибших за освобождение города, среди них уроженец Московской области, Герой Советского Союза Галочкин, Виктор Иванович и мемориальная плита на которой высечены имена 1765 погибших горожан .